# Đeletovci
Đeletovci (en hongrois : Gyelétfalva) est un village de la municipalité de Nijemci, dans le comitat de Vukovar-Syrmie en Croatie. Il comptait 511 habitants lors du recensement de 2011.
Le village est situé sur la voie ferrée Zagreb-Belgrade (en) et la route D57 (en).
Le village est surtout connu pour les gisements de pétrole et de gaz naturel situés dans les environs et appartenant à l'INA. Il est principalement peuplé de Croates catholiques.

## Histoire
Đeletovci est occupé par l'armée yougoslave et par les forces de la République serbe de Krajina le 1er octobre 1991. Le village est intégré à la République serbe de Krajina rebelle pendant les guerres de Yougoslavie. Les paramilitaires Scorpions contrôlent le village pendant la guerre et y restent jusqu'en 1996, lorsque l'Administration transitoire des Nations unies pour la Slavonie orientale, la Baranja et le Srem occidental prend le contrôle de la région. En 1998, la région est réintégrée dans la République de Croatie. Pendant la guerre, les forces serbes expulsent 900 habitants du village. En 2011, le village comptait 511 habitants.

## Culture
Le village possède une association culturelle appelée KUD Grančica. Elle a été fondée en 1965.